# 夜明け前、虹が差す
夜明け前、虹が差す（よあけまえ、にじがさす）は、2017年8月15日に発売された愛乙女☆DOLL通算11枚目のシングル。

## 解説
前作「ラブリー☆メラメラサマータイム」（2016年9月8日発売）から11か月ぶりとなるシングルで、「光のシンフォニー」と同日に発売された。この間別グループへの異動により吉橋亜理砂と中川梨来が卒業。6期研究生（らぶけん）の一人だった朝比奈花恋が正規メンバーに昇格したため、愛乙女☆DOLL（以下、らぶどると略す）は愛迫みゆ・佐野友里子・ハルナ・太田里織菜・佐倉みき・安藤笑・朝比奈花恋の7人編成となった。
表題曲及びカップリングの「Brand-New-World」共に、毛蟹（LIVE LAB.）が作詞・作曲を担当。いずれもらぶどるが2017年4月から2年間行ってきた24ヶ月連続ワンマンライブ企画 『Lovely Fighter!!～Road to "Brand-New-Stage"～7つの星が描く軌跡』に於いて初披露されたが、初披露は「Brand - 」が第1回目の上野音横丁公演（4月26日）、「夜明け前 - 」が第2回目の秋葉原CLUB GOODMAN公演（5月29日）となった。愛迫みゆは表題曲について「時には悔しかったり悩んだりする事も沢山あります。でも前を向いて新しい世界を切り開いていこう!」と述べている。
シングルはCDのみの通常盤（FPJ-10015）とCD＋DVD盤（FPJ-10016）の2形態がリリースされた。ミュージックビデオの演出はKazuto Saito（KRK PRODUCE）が担当。
なお、アルバム『Lovely Fighter!!』（2019年6月4日発売）にはカップリングの「Brand-New-World」が2曲目に収録されているが、「夜明け前 - 」は収録されていない（同時発売の「光のシンフォニー」も同様）。
2022年1月14日にAKIBAカルチャーズ劇場で行われた単独公演『らぶどるリクエストアワー2022』で、「夜明け前 - 」が4位にランクインした。

## シングル収録トラック
| 全作曲・編曲: 毛蟹（LIVE LAB.）。 |                                      |                   |                   |       |
| #                                 | タイトル                             | 作詞              | 作曲・編曲        | 時間  |
| 1.                                | 「夜明け前、虹が差す」               | 毛蟹（LIVE LAB.） | 毛蟹（LIVE LAB.） | 4:18  |
| 2.                                | 「Brand-New World」                  | 毛蟹（LIVE LAB.） | 毛蟹（LIVE LAB.） | 4:27  |
| 3.                                | 「夜明け前、虹が差す」(Instrumental) |                   | 毛蟹（LIVE LAB.） | 4:18  |
| 4.                                | 「Brand-New World」(Instrumental)    |                   | 毛蟹（LIVE LAB.） | 4:27  |
| 合計時間:                         | 合計時間:                            | 合計時間:         | 合計時間:         | 17:30 |

| #  | タイトル                            | 作詞・作曲        | 編曲              | 演出                        |
| -- | ----------------------------------- | ----------------- | ----------------- | --------------------------- |
| 1. | 「夜明け前、虹が差す」(Music Video) | 毛蟹（LIVE LAB.） | 毛蟹（LIVE LAB.） | Kazuto Saito（KRK PRODUCE） |